# 白萼青兰
白萼青兰（学名：Dracocephalum isabellae）为唇形科青兰属下的一个种。

## 扩展阅读
- 維基物種上的相關：白萼青兰